# Томида (княжество)
Княжество Томида (яп. 富田藩 Томида-хан) — феодальное княжество (хан) в Японии периода Эдо (1678—1725). Томида-хан располагался в провинции Ава (современная префектура Токусима) на острове Сикоку. Дочерний хан Токусима-хана.

## Краткая информация
Административный центр: местечко Томида, уезд Мёдо (современный город Токусима префектуры Токусима).
Доход хана: 50 000 коку риса.　
Княжеством управлялось родом Хатисука, который принадлежал к тодзама-даймё и имел статус правителя лагеря (陣屋). Главы рода имели присутствовать в вербовом зале сёгуна.
В 1725 году Томида-хан был ликвидирован.

## Правители княжества
| № | Имя                            | Имя        | Годы правления | Ранг, титул     | Примечания                    |
| - | ------------------------------ | ---------- | -------------- | --------------- | ----------------------------- |
| 1 | Хатисука Такасигэ (1634—1707)  | 蜂須賀隆重 | 1678—1707      | 従五位下 飛騨守 | Второй сын Хатисуки Тадатеру. |
| 2 | Хатисука Таканага (1674—1714)  | 蜂須賀隆長 | 1707—1714      | 従五位下 飛騨守 | Старший сын Хатисуки Такаёси. |
| 3 | Хатисука Масакадзу (1709—1735) | 蜂須賀正員 | 1714—1725      | 従五位下 隠岐守 | Шестой сын Хатисуки Цунанори. |